# مارتن إل. هامبتون
مارتن إل. هامبتون (بالإنجليزية: Martin L. Hampton)‏ هو مهندس معماري أمريكي، ولد في 3 أغسطس 1890، وتوفي في 1950.